# Kleinwalsertalstraße
Die Kleinwalsertalstraße (L 201) ist eine Landesstraße in Österreich. Sie hat eine Länge von 13 km und verläuft von der Grenze zwischen Deutschland und Österreich als Verlängerung der Bundesstraße 19 über Mittelberg nach Baad. Sie ist die Hauptverkehrsstraße im Kleinwalsertal.

## Geschichte
Die Kleinwalsertal Straße gehörte seit dem 1. Jänner 1951 zum Netz der Bundesstraßen in Österreich. Festgelegt wurde sie zwischen der B 200 „Bregenzerwaldstraße“ in Hochkrumbach und der Staatsgrenze bei Walserschanz. Zwar gab es Ende der 1960er Jahre mehrere Pläne, das Kleinwalsertal durch einen Tunnel mit dem Hochtannberggebiet zu verbinden; der Abschnitt zwischen Hochkrumbach und Baad wurde aber nie als Straße ausgebaut. Am 1. April 2002 wurde sie gemeinsam mit allen anderen Bundesstraßen in die Verwaltung des Landes Vorarlberg übernommen und ist seitdem eine Vorarlberger Landesstraße.

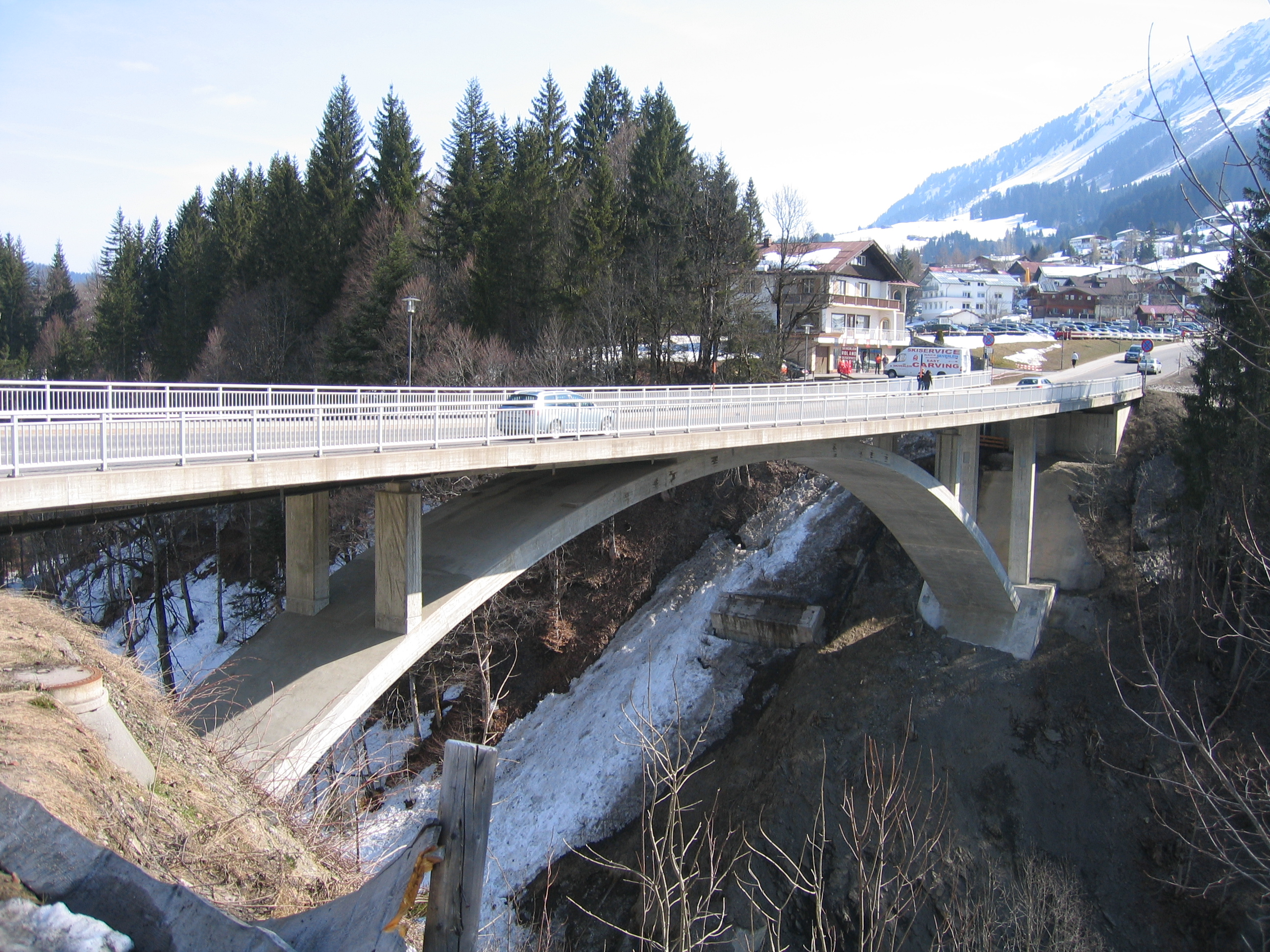
Breitachbrücke Kleinwalsertal